# Ichijō Akiyoshi
Ichijō Akiyoshi (一条 昭良) (né le 12 juin 1605, mort le 11 mars 1672), fils de l'empereur Go-Yōzei et fils adoptif du régent Ichijō Uchimoto, est un noble de cour japonais (kugyō) de la période Edo (1603–1868). Il exerce les fonctions de régent kampaku en 1629 pour l'empereur Go-Mizunoo, régent sesshō pour l'impératrice Meishō de 1629 à 1635 et pour l'empereur Go-Kōmyō en 1647 et de nouveau régent kampaku pour l'empereur Go-Kōmyō de 1647 à 1651. Sa femme est une fille d'Oda Yorinaga avec qui il a une fille et des garçons, Norisuke et Fuyumoto. Fuyumoto est plus tard adopté par la famille Daigo, une branche de la famille Ichijō.

## Source de la traduction
- (en) Cet article est partiellement ou en totalité issu de l’article de Wikipédia en anglais intitulé « Ichijō Akiyoshi » (voir la liste des auteurs).